# Klassisk marxism

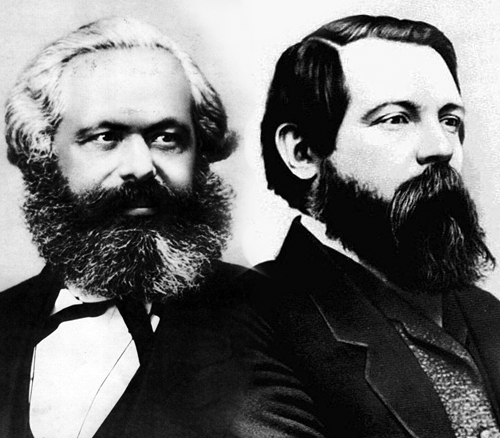
Marx och Engels

Klassisk marxism syftar till den form av marxism som Karl Marx och Friedrich Engels utformade. Klassisk marxism kan ställas i kontrast till senare utvecklingar i marxistisk teori, såsom leninism, marxism–leninism, stalinism, maoism, västerländsk marxism med flera riktningar. 
En del senare maxister har varit kritiska till det som kallas för "klassisk marxism" och menar att den "klassiska marxismen" inte överensstämmer med Marx egentliga tankegods. Marx sa själv tidigt angående en grupp franska "marxister" under 1870-talet, att "ce qu'il y a de certain c'est que moi, je ne suis pas Marxiste” (översättning: “vad som är säkert är att jag själv inte är en marxist”). Vad Marx "egentliga tankegods" utgörs av finns det ingen konsensus kring.

## Centrala koncept

### Historiematerialism
Se Historiematerialism

### Marx teori om ideologi
I Kommunistiska manifestet skriver Marx att "de styrande klassernas idéer är i varje epok de styrande idéerna". Begreppet "ideologi" syftar för Marx på dessa styrande klassers idéer, som enligt Marx utgör en förvrängning av verkligheten och ett sätt att dölja verklighetens skevheter och motsägelsefullheter. Exempelvis menar Marx att teistisk religion (tro på en Gud) skapats av människan som en konsekvens av människans olycklighet och förtryck, men att den styrande ideologin döljer detta. Vidare menar Marx att "borgarideologin" effektivt dolt de motsägelsefullheter och det förtryck som Marx menar finns i kapitalismen, genom att få det kapitalistiska systemet att framstå som fritt och jämlikt. Lösningen på dessa problem är enligt Marx inte enbart kritik mot de dominerande ideologierna, utan också aktiv handling för att åtgärda de problem som Marx menar finns i den verkliga (materiella) världen.

### Marx värdeteori
Med inspiration från ekonomen David Ricardo menade Marx att värdet på varor utgjordes av "kristalliserat socialt arbete". Värdet på en vara överensstämmer enligt Marx med antalet arbetstimmar det krävs för att producera varan. Marx skilde mellan "objektifierat arbete" och "levande arbete". Det förstnämnda syftar till arbetskraft som handelsvara, och det sistnämnda syftar till hur mycket arbete kapitalisten kan utvinna från arbetaren under arbetarens arbetstimmar. Marx menar att kapitalisten, för att kunna överleva/tjäna pengar, betalar mindre för arbetarens arbete än arbetet egentligen är värt. Det objektifierade arbetet och det levande arbetet överensstämmer således inte med varandra. Skillnaden mellan arbetets "egentliga värde" och vad kapitalisten betalar till arbetaren kallar Marx för "mervärde". Detta utgör grunden för Marx uppfattning att kapitalismen är utnyttjande mot arbetarna: det enda skillnaden mellan ett slavsamhälle och kapitalism är enligt Marx sättet som mervärde extraheras från arbetarna.
Marx menar att varors värde är en konstruktion skapad av vår vilja att byta dem med varandra. Marx talar om en varas "bytesvärde" och ställer detta i kontrast till en varas "bruksvärde". Adam Smith och David Ricardo betraktade bytesvärdet på produkter som nödvändiga objektiva sanningar, medan Marx menade att ett samhälle där produkter värderas utifrån deras bytesvärde snarare än deras användbarhetsvärde karaktäriseras av att människan kontrolleras av produktionen och varorna snarare än tvärt om. Konflikten mellan användbarhetsvärde och bytesvärde kan exemplifieras med att en bytesvärdet på arbete sjunker om produktiviteten ökar (vilket medför ett ökat användbarhetsvärde av arbetskraft). Marx menade att kapitalismen medfört en ökad produktivitet, men att denna ökade produktivitet missgynnat produktivarbetarna. I den förkapitalistiska världen, då människor i större utsträckning var självförsörjande, skulle en dubblering av produktiviteten innebära att arbetaren behövde arbeta hälften så mycket för att överleva. Under kapitalismen däremot medför en ökad produktivitet inte nödvändigtvis att arbetaren kan arbeta mindre eller att arbetaren får det bättre. Istället är det kapitalisten som tjänar på den ökade produktiviteten, eftersom det möjliggör att mer mervärde kan skapas och extraheras av kapitalisten. Denna effekt förstärkts av att kapitalismen innefattar en konkurrens mellan olika kapitalister, som i sin tur medför att kapitalisterna ständigt försöker maximera sin vinst (andelen extraherat mervärde).

### Marx teori om kapital
Marx beskrev "kapital" som råmaterial, maskiner, pengar, med mera. Likt de klassiska ekonomerna betraktade Marx kapital som "ackumulerat arbete", då kapital betraktades som ett resultat av ackumulerat mervärde. Råmaterial, maskiner, pengar och så vidare utgör dock endast "kapital" när de används för att tjäna mer pengar genom användandet av arbetskraft. Detta medför enligt Marx att kapital inte kan existera utan arbetskraft, eftersom ackumulerande av mervärde enligt Marx utgör grunden för kapitalistisk vinst, och att lönearbete heller inte kan existera utan kapital. Eftersom Marx utgår från att det enda sättet att generera nytt kapital på är genom arbete, ansåg Marx att kapitalismen successivt skulle förinta sig själv genom en successivt ökande produktivitet skulle medföra minskade vinster. En annan del av kapitalismens "självförgörelse" var enligt Marx de återupprepade kriser som kapitalismen försätter sig i.

### Marx teori om klass och klasskonflikt
Marx utvecklade ingen systematisk teori av klass, vilket sedermera lett till en mångfald av olika marxistiska teorier om och tolkningar av klass. I Kommunistiska manifestet skrev Marx och Engels att "historien av alla hittills existerande samhällen är historien av klasskamp". Klass syftar i Marx verk till relationen en grupp människor har till produktionssättet eller produktionsmedlen. "Produktionsmedel" syftar till de "medel" som behövs för att producera, såsom maskiner, landyta eller pengar, och enligt Marx är den styrande klassen i ett samhälle de som äger och kontrollerar produktionsmedlen. "Produktionssätt" syftar till sättet som mervärde skapas, extraheras och kontrolleras. I det kapitalistiska produktionssättet skapas och extraheras mervärde genom att kapitalister betalar mindre för arbete än vad det "egentligen" är värt.
Det huvudsakliga sättet Marx talar om klass på var huruvida en grupp äger eller inte äger produktionsmedlen. I det kapitalistiska samhället finns det enligt Marx i huvudsak två grupper: de som äger produktionsmedlen (kapitalister/borgarklassen) och de som inte gör det (arbetarna/proletariat). Eftersom arbetarna inte äger några produktionsmedel måste de, för att tjäna pengar och överleva, sälja sin förmåga till att arbeta till kapitalisterna. Kapitalisterna däremot tjänar pengar genom deras ägande av kapital. En annan klass som tillsammans med kapitalisterna utgör de "styrande klasserna" i det kapitalistiska produktionssättet är landägare, som tjänar sina pengar genom hyra. Marx diskuterar även andra klasser, såsom småbönder och "småborgare" (till exempel butiksägare), men de av störst vikt för Marx är arbetarna, kapitalisterna och landägare.
Enligt Marx delar alla klasser gemensamma intressen och bakgrunder, men det är endast gradvis som tydligt avskilda klasser utvecklas enligt Marx. Proletariatet har till exempel sitt ursprung i feodala klasser, som efter industrialiseringen medförde att dessa klasser upplöstes i förmån för en ny klass industriarbetare. Den antagonism som hos dessa industriarbetare utvecklades gentemot deras arbetsgivare var först på liten skala, men utvecklades sedan till en mer övergripande "kamp", förkroppsligad i fackföreningsrörelser, som i sin tur slutligen vidgas till att inkludera alla arbetare i en socialistisk kamp mot kapitalismen. På detta sätt menar Marx att arbetarklassen uppstod och successivt utvecklar en medvetenhet om sin gemensamma klasstillhörighet ("klassmedvetande"), som innefattar gemensamma intressen och en gemensam "fiende" (kapitalisterna/det kapitalistiska systemet). Enligt Marx är arbetare inte nödvändigtvis medvetna om sin klasstillhörighet, vilket av Marx beskrivs som ett hinder för en framgångsrik socialistisk revolution. För att en socialistisk revolution ska vara framgångsrik behövs det enligt Marx ett kollektivt klassmedvetande hos proletariatet.

### Marx teori om alienation
Essensen i det mänskliga livet utgörs enligt Marx av fritt arbete, som för Marx betraktas som ett sätt för människan att uttrycka sig själv och sin mänsklighet. I kapitalistiska samhällen och flera andra produktionssätt menar dock Marx att arbetet inte är fritt, utan att arbetaren istället tvingas till att arbeta för att överleva. Arbetaren blir då enligt Marx alienerad från sitt arbete och det som arbetet producerar, vilket i förlängningen leder till en alienation mellan människan och dennes mänskliga natur. Detta leder i sin tur till att människor blir alienerade till varandra, vilket innebär att människor betraktar varandra som rivaler, handelsvaror eller medel som kan användas för att uppnå egoistiska ekonomiska mål. I det kapitalistiska systemet blir arbetarens arbete inte "fritt", utan istället ett nödvändigt ont för att överleva. Arbetarens liv kan därför i det kapitalistiska systemet sägas "börja där arbetet slutar". Problemet handlar inte om att arbetare har dåliga villkor eller att de har dåligt betalt - höjda löner skulle enligt Marx endast innebära att arbetarna blir "bättre betalda slavar". Lösningen är istället, enligt Marx, "kommunism".

### Marx teori om kommunism
Vad "kommunism" innefattar för Marx är inte helt tydligt, då hans beskrivningar är sparsamma och stundvis motsägelsefulla. I Den tyska ideologin beskriver Marx och Engels kommunism som ett samhällsskick då människor skulle kunna "jaga på morgonen, fiska under eftermiddagen, avla kor under kvällen och kritisera efter middagen, men utan att varken bli jägare, fiskare, bonde eller kritiker". Marx har även beskrivit kommunism som fritt från utnyttjande, förtryck och alienation; ett samhälle utan konflikt mellan individen och kollektivets intressen, då människor skulle av ren arbetsglädje arbeta för kollektivets bästa. På andra ställen har Marx beskrivit kommunism som ett samhälle där arbete inte längre är en nödvändighet, utan istället intar dess egentliga roll som "livets essens". I Kapitalet bok 3 uttrycker dock Marx en till detta motsägande uppfattning. I boken argumenterar Marx för att det inte går att lösa konflikten mellan nödvändighet och frihet, vilket medför att ett optimalt samhälle har så korta "nödvändiga" arbetsdagar som möjligt, för att skapa så mycket fritid som möjligt.
Samtidigt som Marx har antytt hur ett kommunistiskt samhälle skulle se ut, har han också uttryckt stark kritik mot tänkare som försökt formulera det kommunistiska samhällets utformning. Han har även uttryckt kritik mot revolutionärer som i Marx mening försökt införa socialism innan samhället är "redo". Vägen till kommunism innefattar för Marx att öka människors medvetenhet om sin historia och situation, vilket "när tiden är kommen" skulle bidra till en utveckling till ett kommunistiskt samhälle.

## Kritik
Författare som Moishe Postone och Robert Kurz menar att den "klassiska marxismen" utgör en förvrängning av Marx tankegods, vilken förvrängts till att passa stater vilka verkat under det kapitalistiska produktionssättet, snarare än att konstituera verklig kritik av det kapitalistiska produktionssättet.